# Bjarne Berntsen
Bjarne Berntsen (ur. 21 grudnia 1956 w Figgjo) – norweski piłkarz występujący na pozycji obrońcy. Trener piłkarski.

## Kariera klubowa
Berntsen karierę rozpoczynał w zespole Figgjo IL. W 1977 roku został graczem pierwszoligowego Vikinga. Występował tam do końca kariery w 1982 roku. Wraz z Vikingiem zdobył dwa mistrzostwa Norwegii (1979, 1982) oraz Puchar Norwegii (1979).

## Kariera reprezentacyjna
W reprezentacji Norwegii Berntsen zadebiutował 9 sierpnia 1978 w zremisowanym 1:1 meczu Mistrzostw Nordyckich z Finlandią. W latach 1978–1982 w drużynie narodowej rozegrał 28 spotkań.

## Kariera trenerska
Po zakończeniu kariery Berntsen został trenerem. Od 1986 roku prowadził Bryne FK. W 1987 roku zdobył z nim Puchar Norwegii. Następnie dwukrotnie trenował zespół Viking FK, a w sezonie 1994 zajął z nim 3. miejsce w Tippeligaen. W 2005 roku został selekcjonerem reprezentacji Norwegii kobiet. Poprowadził ją na Mistrzostwach Europy 2005 (wicemistrzostwo), Mistrzostwach Świata 2007 (4. miejsce), Letnich Igrzyskach Olimpijskich 2008 (ćwierćfinał) oraz Mistrzostwach Europy 2009 (półfinał). W 2009 roku odszedł z zajmowanego stanowiska.